# 汪家圩乡
汪家圩乡，是中华人民共和国江西省宜春市高安市下辖的一个乡镇级行政单位。

## 行政区划
汪家圩乡下辖以下地区：
汪家圩社区、团山村、燕溪村、官田村、竹山村、白沙村、仓下村、米岭村、大族村和浮桥村。